# Ryota Sakata
Ryota Sakata (坂田 良太 Sakata Ryota?), född 25 februari 1992 i Kumamoto prefektur, är en japansk fotbollsspelare.
Sakata började sin karriär 2013 i Roasso Kumamoto. 2014 flyttade han till Tochigi SC.